# تپه آسمانو
تپه آسمانو مربوط به دوره ساسانیان است و در شهرستان شاهرود، کیلومتری ۳۰ جاده بیارجمند به شاهرود، مراتع آسمانو واقع شده و این اثر در تاریخ ۳ خرداد ۱۳۸۶ با شمارهٔ ثبت ۱۹۱۸۵ به‌عنوان یکی از آثار ملی ایران به ثبت رسیده است.